# Alex Bradley
Alex Bradley III, (nacido el 30 de octubre de 1959 en Bradenton, Florida) es un exjugador de baloncesto estadounidense. Con 1.98 de estatura, su puesto natural en la cancha era el de alero. 